# (100839) 1998 HW18
(100839) 1998 HW18 es un asteroide perteneciente al cinturón de asteroides, región del sistema solar que se encuentra entre las órbitas de Marte y Júpiter, descubierto el 18 de abril de 1998 por el equipo del Lincoln Near-Earth Asteroid Research desde el Laboratorio Lincoln, Socorro, Nuevo México, Estados Unidos.

## Designación y nombre
Designado provisionalmente como 1998 HW18. 

## Características orbitales
1998 HW18 está situado a una distancia media del Sol de 2,276 ua, pudiendo alejarse hasta 2,694 ua y acercarse hasta 1,858 ua. Su excentricidad es 0,183 y la inclinación orbital 5,414 grados. Emplea 1254,62 días en completar una órbita alrededor del Sol.

## Características físicas
La magnitud absoluta de 1998 HW18 es 16,7. 